# ZMAT2
ZMAT2 (англ. Zinc finger matrin-type 2) – білок, який кодується однойменним геном, розташованим у людей на 5-й хромосомі. Довжина поліпептидного ланцюга білка становить 199 амінокислот, а молекулярна маса — 23 612.
| 10         |  | 20         |  | 30         |  | 40         |  | 50         |
| ---------- |  | ---------- |  | ---------- |  | ---------- |  | ---------- |
| MASGSGTKNL |  | DFRRKWDKDE |  | YEKLAEKRLT |  | EEREKKDGKP |  | VQPVKRELLR |
| HRDYKVDLES |  | KLGKTIVITK |  | TTPQSEMGGY |  | YCNVCDCVVK |  | DSINFLDHIN |
| GKKHQRNLGM |  | SMRVERSTLD |  | QVKKRFEVNK |  | KKMEEKQKDY |  | DFEERMKELR |
| EEEEKAKAYK |  | KEKQKEKKRR |  | AEEDLTFEED |  | DEMAAVMGFS |  | GFGSTKKSY  |

A: Аланін

C: Цистеїн

D: Аспарагінова кислота

E: Глутамінова кислота

F: Фенілаланін

G: Гліцин

H: Гістидин

I: Ізолейцин

K: Лізин

L: Лейцин

M: Метіонін

N: Аспарагін

P: Пролін

Q: Глутамін

R: Аргінін

S: Серин

T: Треонін

V: Валін

W: Триптофан

Задіяний у такому біологічному процесі, як ацетилювання. 
Білок має сайт для зв'язування з іонами металів, іоном цинку, ДНК. 
Локалізований у ядрі.